# Radiaal (wiskunde)

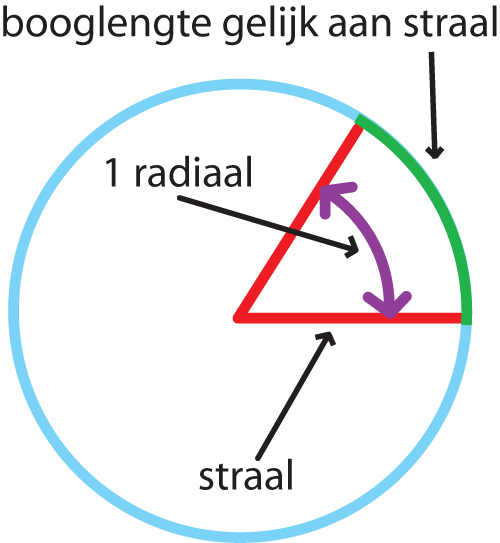
Radiaal

Uitleg over de radiaal in relatie tot een cirkel.

De radiaal is de SI-eenheid voor hoek. Eén radiaal is gedefinieerd als de grootte van een middelpuntshoek van een cirkel {\displaystyle C} waarvan de lengte van de boog gelijk is aan de lengte van de straal van {\displaystyle C}. Een hoek van bijvoorbeeld 1,7 rad staat dus op een boog waarin 1,7 maal de straal van de cirkel past.
De radiaal is de coherente afgeleide eenheid m·m−1, een dimensieloze grootheid. Het symbool rad kan in berekeningen worden weglaten of door 1 worden vervangen. De eenheid radiaal wordt ook in de natuurkunde veel gebruikt.
Uit de formule voor de omtrek van een cirkel volgt dat een volledige cirkel overeenkomt met 2π radialen.
{\displaystyle 180^{\circ }}, dus 180 booggraden, komt overeen met {\displaystyle \pi } radialen. Dat is hetzelfde als 200 gon. De lengte van een gegeven booglengte kan hiermee worden berekend.

## Omrekenen
Vanwege de bovengenoemde relatie tussen graden en radialen, geldt voor een hoek
{\displaystyle \alpha =g^{\circ }=g{\frac {\pi }{180}}\,{\text{rad}}\approx {\frac {g}{57{,}3}}\,{\text{rad}}}
en omgekeerd
{\displaystyle \alpha =r\,{\text{rad}}=r{\frac {180}{\pi }}^{\circ }\approx r\cdot 57{,}3^{\circ }}

### Voorbeelden
{\displaystyle \alpha =30^{\circ }=30{\frac {\pi }{180}}\,{\text{rad}}\approx 0{,}52\,{\text{rad}}}
{\displaystyle \alpha =0{,}4\,{\text{rad}}=0{,}4{\frac {180}{\pi }}^{\circ }\approx 22{,}9^{\circ }}

## Wiskunde
Hoeken worden in de wiskunde meestal in radialen uitgedrukt. Het voordeel van het gebruik van radialen in plaats van graden is dat veel formules en ook sommige benaderingen een eenvoudiger gedaante hebben. Zo is bijvoorbeeld voor kleine {\displaystyle x} uitgedrukt in radialen:
{\displaystyle \sin(x)\approx x} oftewel {\displaystyle \lim _{x\to 0}{\frac {\sin(x)}{x}}=1}
{\displaystyle \tan(x)\approx x} oftewel {\displaystyle \lim _{x\to 0}{\frac {\tan(x)}{x}}=1}
De machtreeksen voor goniometrische functies zijn het eenvoudigst in radialen. Als {\displaystyle x} een reëel getal is, is:
{\displaystyle \sin(x)=x-{\frac {x^{3}}{3!}}+{\frac {x^{5}}{5!}}-{\frac {x^{7}}{7!}}+\ldots =\sum _{n=0}^{\infty }{\frac {(-1)^{n}x^{2n+1}}{(2n+1)!}}}
Een radiaal geeft aan hoe groot een hoek in twee dimensies is. Een steradiaal komt daarmee overeen, maar dan in drie dimensies.